# 식물나라
식물나라는 1993년 출시한 라이온코리아와 CJ올리브영의 비누, 화장품브랜드이다.
주력제품은 비누와 화장품이다.

## 주요 제품

### 라이온코리아
- 식물나라 히노끼 퓨어바
- 식물나라 라벤더 릴랙싱
- 식물나라 캐모마일 모이스처

### CJ올리브영
- 건강/위생용품
- 스킨케어
- 마스크팩
- 클렌징
- 선케어
- 바디케어
- 남성화장품